# Villabasil
Villabasil es una localidad del municipio burgalés de Valle de Losa, en la Comunidad Autónoma de Castilla y León (España). 
La iglesia está dedicada a La Santa Cruz.

## Localidades limítrofes
Confina con las siguientes localidades:
- Al noreste con Relloso.
- Al sureste con Lastras de la Torre.
- Al suroeste con Oteo.
- Al oeste con Castresana.

## Demografía
Evolución de la población
| Gráfica de evolución demográfica de Villabasil entre 2000 y 2017   |
|                                                                    |
| Población de derecho (2000-2017) según el padrón municipal del INE |

## Historia
Así se describe a Villabasil en el tomo XVI del Diccionario geográfico-estadístico-histórico de España y sus posesiones de Ultramar, obra impulsada por Pascual Madoz a mediados del siglo XIX:

Lugar en la provincia, audiencia territorial, capitanía general y diócesis de Burgos (16 leguas), partido judicial de Villarcayo (3 ½), ayuntamiento de la Junta de Oteo. Situado al pie de una ladera y grandes peñas, que le separan del valle de Mena; goza de buena ventilación, y clima muy frío, pero sano; no obstante se padecen constipados y pulmonías. Tiene 36 casas; escuela de instrucción primaria, común a ambos sexos, una iglesia parroquial (Santa Ana) servida por un cura párroco, y otra en despoblado dedicada a Santa Isabel. El término confina con los de Villafría, Relloso, Muga y Castresana. El terreno es de mediana calidad; la parte montuosa abunda en robles y hayas. Además de los caminos locales, hay uno que conduce a la Rioja. Producciones: cereales, legumbres y patatas; cría ganado de varias especies, y caza menor. Población: 48 vecinos, 180 almas. Capital productivo: 426.700 reales. Imponible: 40.978.
Diccionario geográfico-estadístico-histórico de España y sus posesiones de Ultramar